# John Methuen
John Methuen (1650, Bradford on Avon, Anglie – 13. července 1706, Lisabon, Portugalsko) byl anglický právník a diplomat. Pocházel z bohaté obchodnické rodiny, jako diplomat se uplatnil za války o španělské dědictví, kdy inicioval spojenectví s Portugalskem (tzv. Methuenova smlouva). Kromě toho zastával vysoké státní úřady v Anglii a byl též dlouholetým poslancem Dolní sněmovny.

## Životopis
Pocházel ze staré rodiny s původním příjmením Methven, jeho otec Paul Methuen (1613–1667) byl nejbohatším obchodníkem v Bradfordu. Studoval v Oxfordu a poté působil v justici, mimo jiné u kancléřského soudu. V letech 1690–1706 byl členem Dolní sněmovny a pokud se zdržoval v Anglii, zasedání parlamentu se aktivně zúčastnil, v politice patřil k whigům. V letech 1691–1697 byl vyslancem v Lisabonu, kde navázal později prospěšné přátelské kontakty s králem Petrem II. Poté byl krátce lordem komisařem pro obchod a kolonie (1696–1697). S podporou hraběte ze Sunderlandu byl v roce 1697 jmenován členem irské Tajné rady a v letech 1697–1703 lordem kancléřem v Irsku. Podle kritiků neměl k výkonu takové funkce dostatečné předpoklady, a i když se snažil problematiku irské justice zvládnout, byl kritizován pro častou nepřítomnost, protože nadále zasedal jako poslanec v anglické Dolní sněmovně.
Na počátku války o španělské dědictví byl znovu vyslán do Portugalska a byl hlavním autorem tzv. Methuenovy smlouvy (1703), jíž se Portugalsko přidalo na stranu spojenců proti Francii (za rakouskou stranu se jednání zúčastnili Jan Václav Vratislav z Mitrovic a Karel Arnošt z Valdštejna). Přímému aktu uzavření smlouvy nebyl přítomen, protože byl v té době v Anglii, za anglickou stranu ji podepsal jeho syn Paul. Na tuto smlouvu pak navázal v prosinci 1703 další obchodní smlouvou s Portugalskem, která byla pro Anglii velmi výhodná. Jednalo se o vývoz anglického textilu do Portugalska a naopak levnější import portugalských vín oproti dosud dražšímu dovozu z Francie (v modifikované formě platila tato smlouva až do roku 1835).
Zemřel v Lisabonu a byl pohřben ve Westminsterském opatství. Jeho jediný syn Paul Methuen (1672–1757) byl též významným diplomatem.
Z potomstva Johnova mladšího bratra Anthonyho Methuena (1651–1717) pochází linie pozdějších baronů z Corshamu, ke které patřil maršál Paul Methuen (1845–1932).